# Masakry więzienne NKWD we Lwowie
Masakry więzienne NKWD we Lwowie – masowy mord na więźniach lwowskich więzień i aresztów dokonany przez funkcjonariuszy sowieckich NKWD i NKGB w ostatnich dniach czerwca 1941 roku.
Po rozpoczęciu niemieckiej inwazji na Związek Radziecki ludowy komisarz spraw wewnętrznych Ławrientij Beria wydał rozkaz rozstrzelania wszystkich więźniów politycznych przetrzymywanych w zachodnich obwodach ZSRR, których ewakuacja w głąb kraju była niemożliwa. W ślad za tym rozkazem we lwowskich więzieniach – „Brygidkach”, więzieniu przy ul. Łąckiego, więzieniu na Zamarstynowie, a także w ich filiach – funkcjonariusze sowieckich organów bezpieczeństwa zamordowali od 3,5 do 7 tysięcy osób. W gronie ofiar znaleźli się Ukraińcy, Polacy i Żydzi, w tym pewna liczba kobiet i małoletnich. Była to największa i najbardziej znana zbrodnia popełniona podczas tak zwanych masakr więziennych NKWD w lecie 1941 roku.
Po wkroczeniu do Lwowa oddziałów Wehrmachtu mieszkańcy urządzili z niemieckiej inspiracji kilkudniowy pogrom ludności żydowskiej, którą zgodnie ze stereotypem „żydokomuny” utożsamiano z systemem sowieckim i jego zbrodniami. Masakra we lwowskich więzieniach została także szeroko nagłośniona przez nazistowską propagandę i posłużyła Niemcom jako pretekst do przeprowadzania masowych egzekucji Żydów.

## Lwów w pierwszych dniach wojny niemiecko-sowieckiej
22 czerwca 1941 roku nazistowskie Niemcy dokonały inwazji na Związek Radziecki. Pierwsze tygodnie wojny miały bardzo pomyślny przebieg dla strony niemieckiej. Dywizjom Wehrmachtu udało się bowiem rozbić wojska nadgranicznych okręgów wojskowych ZSRR, a następnie wedrzeć się w głąb sowieckiego terytorium. Sukcesem uwieńczone zostało między innymi niemieckie uderzenie na terenie Wołynia i Galicji Wschodniej, gdzie broniło się największe i najlepiej uzbrojone zgrupowanie Armii Czerwonej – Front Południowo-Zachodni. W pierwszych dwudziestu dniach wojny jego jednostki poniosły ogromne straty w ludziach i sprzęcie, a także były zmuszone wycofać się na odległość blisko 250 kilometrów na wschód od granicy niemiecko-sowieckiej.
Lwów, który od września 1939 roku pozostawał pod okupacją sowiecką, leżał w odległości około 80 kilometrów od granicy. Już w pierwszym dniu wojny jego śródmieście zostało dwukrotnie zbombardowane przez niemiecką Luftwaffe. Naloty przyniosły liczne ofiary ludzkie, a zarazem niewielkie straty materialne. Mimo iż miasto znajdowało się na bocznym kierunku niemieckiego natarcia, panika bardzo szybko ogarnęła pracowników miejscowego aparatu okupacyjnego oraz napływową ludność sowiecką. Już w nocy z 22 na 23 czerwca „wostocznicy” rozpoczęli masową ucieczkę na wschód, pozostawiając za sobą puste urzędy, lokale partyjne i komisariaty. Jako pierwsi do pośpiesznej „ewakuacji” przystąpili funkcjonariusze NKWD, milicji i straży więziennej. Dopiero 24 czerwca, na wyraźny rozkaz władz zwierzchnich, część pracowników aparatu okupacyjnego powróciła na krótko do Lwowa.
24 czerwca we Lwowie doszło do zbrojnej dywersji zorganizowanej przez Organizację Ukraińskich Nacjonalistów. W różnych punktach miasta bojówki OUN ostrzeliwały kolumny sowieckiego wojska, a także polowały na pojedynczych czerwonoarmistów i pracowników aparatu okupacyjnego. W więzieniu przy ul. Łąckiego ukraińscy nacjonaliści zdołali uwolnić 270 osadzonych. Ponadto zakłócili przemarsz ulicami Lwowa pododdziałów 4. Korpusu Zmechanizowanego i 8. Korpusu Zmechanizowanego, a także przeprowadzili nieudane ataki na siedzibę NKWD przy ulicy Pełczyńskiej i więzienie na Zamarstynowie. W odpowiedzi Sowieci przystąpili do brutalnego tłumienia rebelii, rozstrzeliwując na miejscu osoby schwytane  z bronią w ręku oraz otwierając ogień z karabinów i dział czołgowych do wszystkich okien i poddaszy, z których faktycznie lub rzekomo padały strzały dywersantów. Ostrzelano nawet obie wieże kościoła św. Marii Magdaleny i katedry łacińskiej. W wyniku prowadzonej w sposób brutalny i chaotyczny pacyfikacji ginęli zarówno dywersanci, jak i niewinni cywile. Nawet do 4 tysięcy osób – głównie Ukraińców, lecz również pewną liczbę Polaków – aresztowano i osadzono w lwowskich więzieniach i aresztach.
25 czerwca komendant garnizonu Lwowa ogłosił w mieście stan wojenny. Tego dnia ukraińska dywersja była już w zasadzie stłumiona, choć według niektórych źródeł członkowie OUN przeprowadzali pojedyncze ataki aż do 28 czerwca.

## Masakry w lwowskich więzieniach

### Preludium
W okupowanym przez Sowietów Lwowie funkcjonowały trzy więzienia:
- więzienie przy ul. Łąckiego (więzienie nr 1), pełniące funkcję więzienia wewnętrznego NKGB.
- więzienie na Zamarstynowie (więzienie nr 2), przed wojną pełniące funkcję więzienia wojskowego.
- więzienie przy ul. Kazimierzowskiej (więzienie nr 4), potocznie zwane „Brygidkami”.

Osoby aresztowane przez sowiecki aparat bezpieczeństwa osadzano również w przedwojennej siedzibie sądu apelacyjnego przy ulicy Batorego, w budynkach sądowych przy ulicy Sądowej oraz w gmachu przy ulicy Jachowicza, gdzie przed wojną mieścił się komisariat policji państwowej. W sowieckich dokumentach miejsc tych nie wyróżniano jednak jako osobnych placówek, stąd należy domniemywać, iż stanowiły jedynie filie trzech wyżej wymienionych więzień.
Z dokumentów odnalezionych w sowieckich archiwach wynika, że stan osadzonych we lwowskich więzieniach na dzień 10 czerwca 1941 roku wynosił łącznie 5145 osób. Jest jednak pewne, że w ostatnich dniach czerwca liczba więźniów była wyższa. Po wybuchu wojny niemiecko-sowieckiej i stłumieniu ukraińskiej dywersji aresztowano bowiem setki lwowian, których nie zdążono zarejestrować w więziennej ewidencji.
Początkowo, w myśl opracowanych jeszcze przed wojną planów, NKWD zamierzało wywieźć więźniów w głąb ZSRR. 23 czerwca 1941 roku zastępca ludowego komisarza spraw wewnętrznych ZSRR Wasilij Czernyszow zatwierdził plan ewakuacji więźniów przetrzymywanych w więzieniach na tak zwanej zachodniej Ukrainie i zachodniej Białorusi oraz na Litwie. Przewidywał on, że z lwowskich więzień wywiezionych zostanie: 1000 osób do więzień Baszkirskiej ASRR, 1000 osób do więzień Ordżonikidzkiego Kraju, 1000 osób do więzień obwodu archangielskiego, 1000 osób do więzień obwodu iwanowskiego, 591 osób do więzień obwodu mołotowskiego. Jeszcze tego samego dnia naczelnik zarządu więziennictwa NKWD Ukraińskiej SRR, kapitan bezpieczeństwa państwowego Andriej Filippow działając na podstawie rozporządzenia komisarza ludowego spraw wewnętrznych USRR, Wasyla Serhijenki, przekazał dowódcy 13. Dywizji Wojsk Konwojowych NKWD, pułkownikowi Zawjałowowi, plan ewakuacji 23 400 więźniów przetrzymywanych na Zachodniej Ukrainie.
Z zachowanych raportów 13. Dywizji Wojsk Konwojowych NKWD wynika, że ze Lwowa zdołano wyekspediować na wschód zaledwie jeden transport z 527 więźniami (23 czerwca).  Źródła polskie podają natomiast, że z jednego z lwowskich więzień, być może z więzienia przy ul. Jachowicza, wyprowadzono około 800 osób, które następnie pognano na wschód. Więźniowie byli zmuszeni maszerować pieszo przez Tarnopol, Czortków i Berdyczów, aż do Moskwy, dokąd przybyli dopiero 28 sierpnia. Po drodze konwojenci mordowali wszystkich, którzy nie byli w stanie nadążyć za kolumną. W Moskwie więźniów załadowano do wagonów i kontynuowano ewakuację koleją. Punktem docelowym stał się Pierwouralsk, gdzie 16 listopada 1941 roku dotarło zaledwie 248 więźniów. Warunki ewakuacji były tak ciężkie, że prawie żaden z nich nie był w stanie opuścić wagonu o własnych siłach, wielu zmarło wkrótce na tyfus.
Ewakuacji więźniów towarzyszyła ewakuacja 12 tysięcy polskich jeńców wojennych zatrudnionych przy budowie linii kolejowych Lwów – Przemyśl, Lwów – Tarnopol i Lwów – Równe oraz lotniska w Skniłowie. Większość pognano pieszo na wschód; 24 czerwca część przeprowadzono ulicami Lwowa. Po drodze jeńcy, którzy nie nadążali za kolumną, byli mordowani przez konwojentów. Po dotarciu do Wołoczysk polskich żołnierzy załadowano po 100 osób do wagonów towarowych i wywieziono do Starobielska. Na czas podróży nie otrzymali wody, lecz jedynie po 150 g chleba i po słonej rybie. Do 28 lipca 1941 roku wszyscy polscy jeńcy dotarli na miejsce przeznaczenia. Liczba ofiar przeprowadzonej w ten sposób ewakuacji sięgnęła co najmniej 1800 osób. Między innymi z liczącej ok. 2 tys. osób kolumny ze Skniłowa zamordowano ponad 200 jeńców.
Brak odpowiedniej liczby wagonów kolejowych, chaos pierwszych dni wojny i szybkie postępy wojsk niemieckich sprawiły, że plany ewakuacji lwowskich więzień szybko stały się niewykonalne. Władze sowieckie były jednak zdecydowane nie dopuścić, aby „wrogowie ludu” zostali uwolnieni przez Niemców. 24 czerwca ludowy komisarz spraw wewnętrznych Ławrientij Beria wydał obwodowym urzędom NKGB rozkaz rozstrzelania wszystkich więźniów politycznych przetrzymywanych w zachodnich obwodach ZSRR, których ewakuacja była niemożliwa. W myśl rozkazu Berii stracone miały zostać osoby skazane za „działalność kontrrewolucyjną”, „działalność antysowiecką”, sabotaż i dywersję, a także więźniowie polityczni znajdujący się w śledztwie.

### Przebieg akcji eksterminacyjnej
We Lwowie do pierwszych mordów na więźniach doszło już 22 czerwca. Pośpiesznie rozstrzelano wówczas między innymi 108 więźniów skazanych na karę śmierci. Następnego dnia rozpoczęła się natomiast likwidacja więźniów przetrzymywanych w więzieniu wewnętrznym NKGB przy ulicy Łąckiego. Egzekucje przeprowadzane w pierwszych dniach wojny pochłonęły setki ofiar, niemniej nie przybrały zorganizowanego charakteru. Chaos i panika, które ogarnęły sowiecki aparat okupacyjny, nie ominęły bowiem służb więziennych. Urzędnicy i strażnicy uciekali z miasta, porzucając więźniów w zamkniętych więzieniach. Z kolei 233. Pułk Wojsk Konwojowych NKWD, którego zadaniem było między innymi zabezpieczenie lwowskich więzień, został w dniach 23–24 czerwca sparaliżowany serią sprzecznych rozkazów, które przewidywały zarówno ewakuację ze Lwowa, jak i pozostanie w mieście.
Sytuacja uległa diametralnej zmianie 25 czerwca, kiedy we wszystkich lwowskich więzieniach przystąpiono do masowej i systematycznej likwidacji osadzonych. Bogdan Musiał i Aleksandr Gurjanow wiązali rozpoczęcie akcji eksterminacyjnej z przybyciem do miasta zastępców komisarzy ludowych spraw wewnętrznych i bezpieczeństwa państwowego USRR. Musiał przypuszczał, że otrzymali oni zadanie dopilnowania wykonania rozkazu Berii w sprawie rozstrzelania „elementów kontrrewolucyjnych”. Wskazywał w tym kontekście na raport NKWD z 26 czerwca, z którego treści wynika, że wraz z przybyciem komisarzy ostatecznie zarzucono plan ewakuacji więźniów w głąb ZSRR, decydując się w zamian na zwolnienie więźniów kryminalnych i wywiezienie na wschód jedynie do 200 tak zwanych pieriebieżczików. Raport nie informował jaki los czeka pozostałych więźniów, lecz wydarzenia następnych dni wskazują, że zarządzono ich likwidację.
Masakry we lwowskich więzieniach odbywały się zwykle według podobnego schematu. Funkcjonariusze NKWD i NKGB wywoływali więźniów z cel, po czym pojedynczo lub w małych grupkach wprowadzali ich do więziennych piwnic i tam mordowali. Indywidualne i masowe egzekucje odbywały się także na więziennych podwórzach. W ostatnich godzinach przed wkroczeniem do miasta oddziałów niemieckich enkawudziści mordowali więźniów bezpośrednio w celach, otwierając ogień przez kraty bądź wrzucając granaty do przepełnionych pomieszczeń. Zwłoki grzebano w mogiłach wykopanych na terenie więzień lub pozostawiano w celach i piwnicach (niektóre z nich zamurowano). Czasami ofiary zakopywano także poza więzieniami, na przykład w parku Bodnara. Egzekucje przeprowadzano przy włączonych silnikach samochodowych, chcąc w ten sposób zagłuszyć odgłosy strzałów i krzyki mordowanych. W tym samym czasie okoliczne ulice obstawiała sowiecka milicja, uniemożliwiając osobom postronnym dostęp do więziennych budynków. Eksterminacja więźniów trwała do momentu opuszczenia Lwowa przez wojska sowieckie.

#### „Brygidki”

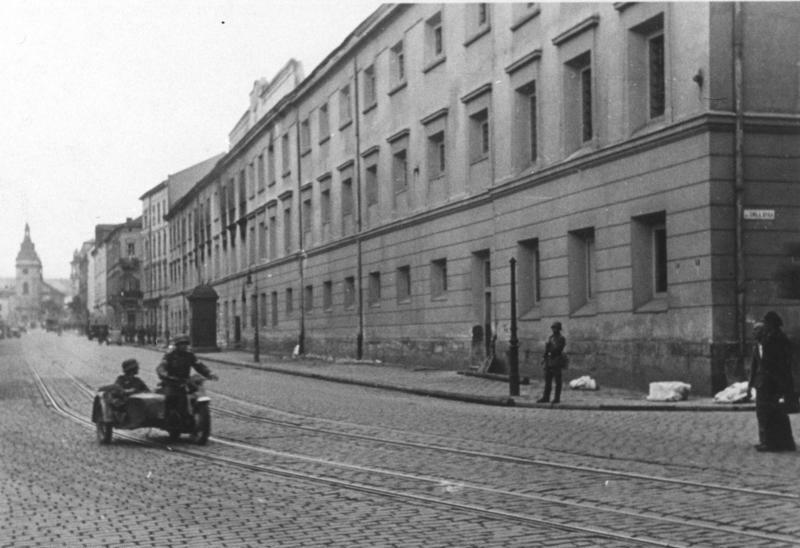
Więzienie „Brygidki”. Zdjęcie wykonane na początku lipca 1941

W więzieniu „Brygidki” przebywało prawdopodobnie około 4 tysięcy więźniów. Według Dietera Schenka pierwsze egzekucje przeprowadzono tam już 22 czerwca. Wieczorem 23 czerwca sowiecka straż opuściła jednak gmach, ryglując bramy i pozostawiając osadzonych w zamkniętych celach. Następnego ranka więźniowie zorientowali się w sytuacji i po wyłamaniu drzwi do cel wydostali się na więzienny dziedziniec. Tylko około 220–362 osobom, według meldunków NKWD głównie przestępcom pospolitym, udało się jednak wydostać poza teren więzienia – przez wyważoną od zewnątrz bramę i przez dach. Pozostali więźniowie nie zdołali sforsować bram gmachu bądź nie odważyli się na jego opuszczenie. Tymczasem 25 czerwca około godziny 4:00 rano do „Brygidek” powrócili enkawudziści. Ogniem broni maszynowej zapędzili więźniów z powrotem do cel, zabijając przy tym co najmniej trzynaście osób i raniąc sześć kolejnych. Cele zostały ponownie zamknięte, a więźniom rozkazano położyć się na podłodze twarzą do ziemi.
Zygmunt Cybulski wspominał, że po powrocie do „Brygidek” enkawudziści rozdali więźniom kartki, polecając zapisać na nich własne imię i nazwisko, imię ojca, datę urodzenia, datę aresztowania oraz paragraf, z którego zostali oskarżeni lub skazani. Więźniowie kryminalni byli następnie sukcesywnie zwalniani. Więźniów politycznych w większości przypadków czekała śmierć. Cybulski relacjonował, że ofiary wywoływano z cel grupami po 20–40 osób, po czym rozstrzeliwano na więziennym podwórzu. W innych skrzydłach gmachu więźniów pojedynczo lub małymi grupami wyciągano z cel, po czym wprowadzano do piwnic i tam mordowano. Egzekucje miały się również odbywać bezpośrednio w celach. Strzały i krzyki mordowanych zagłuszano włączonymi silnikami samochodów. Masakra na „Brygidkach” trwała do soboty 28 czerwca, a w jej ostatniej fazie gmach został podpalony. Prawdopodobnie ogień podłożyli enkawudziści, chcąc w ten sposób zatrzeć ślady zbrodni. Część źródeł sugeruje jednak, że „Brygidki” zostały podpalone przez ocalałych więźniów już po odejściu Sowietów, aby zapobiec przejęciu więziennej dokumentacji przez nadciągających Niemców.
Bezpośredni świadkowie oceniali, że masakrę urządzoną przez NKWD w „Brygidkach” przeżyło około 100 mężczyzn i kilkadziesiąt – względnie „garstka” – kobiet. Z kolei zachowane sowieckie raporty informują, że w więzieniu przy ulicy Kazimierzowskiej pozostawiono w celach 1366 więźniów. Wcześniej kilkuset osadzonych podjęło udaną próbę ucieczki, a nieustaloną liczbę zwolniono lub ewakuowano na wschód. Na tej podstawie Bogdan Musiał oszacował, że z rąk funkcjonariuszy NKWD zginęła co najmniej połowa więźniów, czyli ponad 2 tysiące. Stosy trupów odnalezione w piwnicach „Brygidek” liczyły po 4–5 warstw.
W gronie więźniów, którym udało się przeżyć masakrę, znalazła się m.in. pewna liczba aresztowanych członków lwowskiej konspiracji harcerskiej, a także trzy przybyłe z Warszawy kurierki ZWZ. Ocalał również 74-letni profesor Roman Rencki (lekarz, wykładowca Uniwersytetu Jana Kazimierza), który jednak już kilka dni później został rozstrzelany przez Niemców w ramach akcji przeciw profesorom lwowskim.

#### Więzienie przy ul. Łąckiego
W więzieniu wewnętrznym NKGB przy ulicy Łąckiego przebywało około tysiąca więźniów. Według autorów Kroniki 2350 dni wojny i okupacji Lwowa… ich likwidacja rozpoczęła się już 23 czerwca. Następnego dnia więzienie zaatakowała jednak bojówka OUN, której udało się uwolnić 270 osadzonych. Po stłumieniu ukraińskiej dywersji eksterminację więźniów kontynuowano. 26 czerwca dowódca 13. Dywizji Wojsk Konwojowych NKWD, pułkownik Zawjałow, zameldował komisarzowi ludowemu NKWD USRR Serhijence, że więzienie na Łąckiego jest już „zlikwidowane”, a oddziały dywizji skierowano do walki z dywersantami i obrony Lwowa. W rzeczywistości akcja eksterminacyjna nabrała największej intensywności w dniach 27 i 28 czerwca.
Więźniowie z ulicy Łąckiego byli rozstrzeliwani w piwnicach i celach. Ich ciała pozostawiano na miejscu egzekucji lub przenoszono do zbiorowych grobów wykopanych na więziennym dziedzińcu. Niemcy, którzy badali miejsce masakry, oszacowali liczbę zamordowanych na mniej więcej 4 tysiące. Z kolei zdaniem Bogdana Musiała ofiarą masakry padło około tysiąca więźniów. Przeżyło zaledwie kilka osób, którym udało się ukryć pod zwałami trupów. Wśród nielicznych ocalałych byli dwaj radiotelegrafiści ZWZ przydzieleni pułkownikowi Leopoldowi Okulickiemu.

#### Więzienie na Zamarstynowie
W dawnym więzieniu wojskowym na Zamarstynowie przebywało około tysiąca więźniów. W pierwszych dniach wojny gmach został przejściowo opuszczony przez strażników, lecz osadzeni nie zdołali wykorzystać tej okoliczności. Po powrocie do więzienia enkawudziści przystąpili do systematycznej eksterminacji więźniów. Byli oni wyprowadzani z cel i rozstrzeliwani na wewnętrznym dziedzińcu. Niektóre ofiary zamordowano również w więziennych pomieszczeniach. Odgłosy egzekucji również zagłuszano włączonymi silnikami samochodów.
Po wkroczeniu do miasta Niemcy badali miejsce masakry, a liczbę zamordowanych oszacowali na mniej więcej 3 tysiące. Bogdan Musiał oceniał natomiast, że zginęła zdecydowana większość spośród około tysiąca więźniów. Według raportów NKWD na Zamarstynowie pozostawiono przy życiu 66 osób. Polskie źródła podają natomiast, że masakrę przeżyło około 64–65 mężczyzn i pięć kobiet. Jedną z ocalałych kobiet była kurierka ZWZ Wanda Ossowska, która opisała te wydarzenia w swoich powojennych wspomnieniach.

#### Więzienie przy ul. Jachowicza
Z więzienia przy ulicy Jachowicza zwolniono więźniów kryminalnych. Więźniów politycznych wywoływano natomiast z cel w odstępach pięciominutowych, po czym odprowadzano do piwnic i tam mordowano strzałem w tył głowy. Zwłoki przenoszono do masowego grobu wykopanego na dziedzińcu, który później zasypano cienką warstwą piasku. Nie udało się ustalić dokładnej liczby zamordowanych. Po ewakuacji Sowietów ze Lwowa na terenie więzienia nie odnaleziono żadnej żywej osoby.

#### Inne
Nie są znane losy więźniów przetrzymywanych w więziennych filiach przy ulicy Batorego i przy ulicy Sądowej. Należy domniemywać, że zostali oni zamordowani. Prawdopodobnie egzekucje więźniów odbywały się również w siedzibie NKWD przy ul. Pełczyńskiej.

### Liczba ofiar

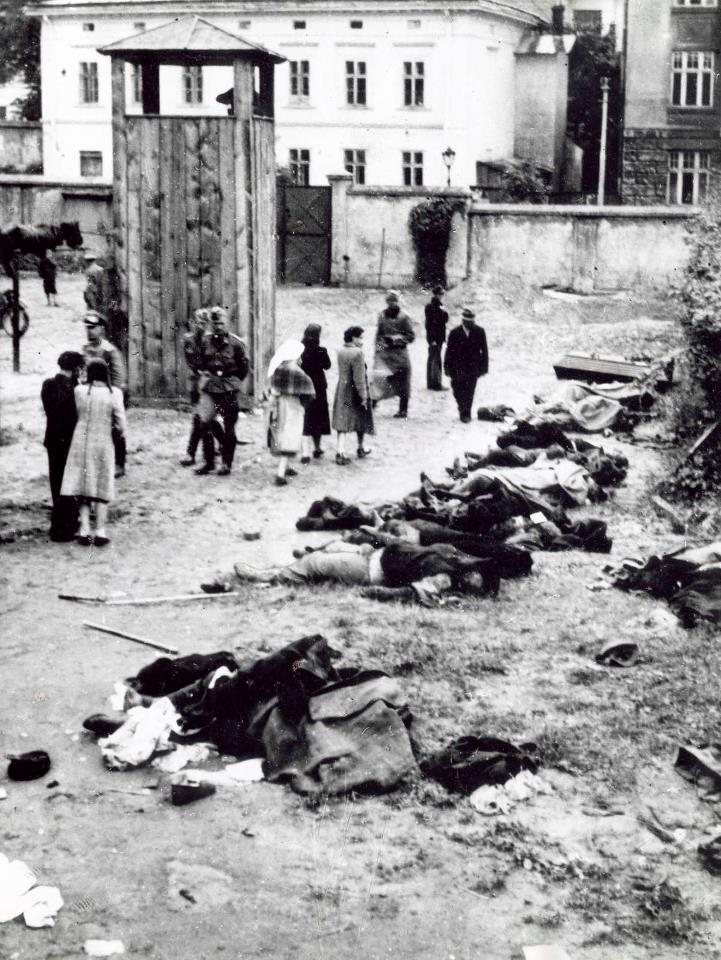
Zwłoki ofiar na podwórzu więzienia przy ul. Łąckiego

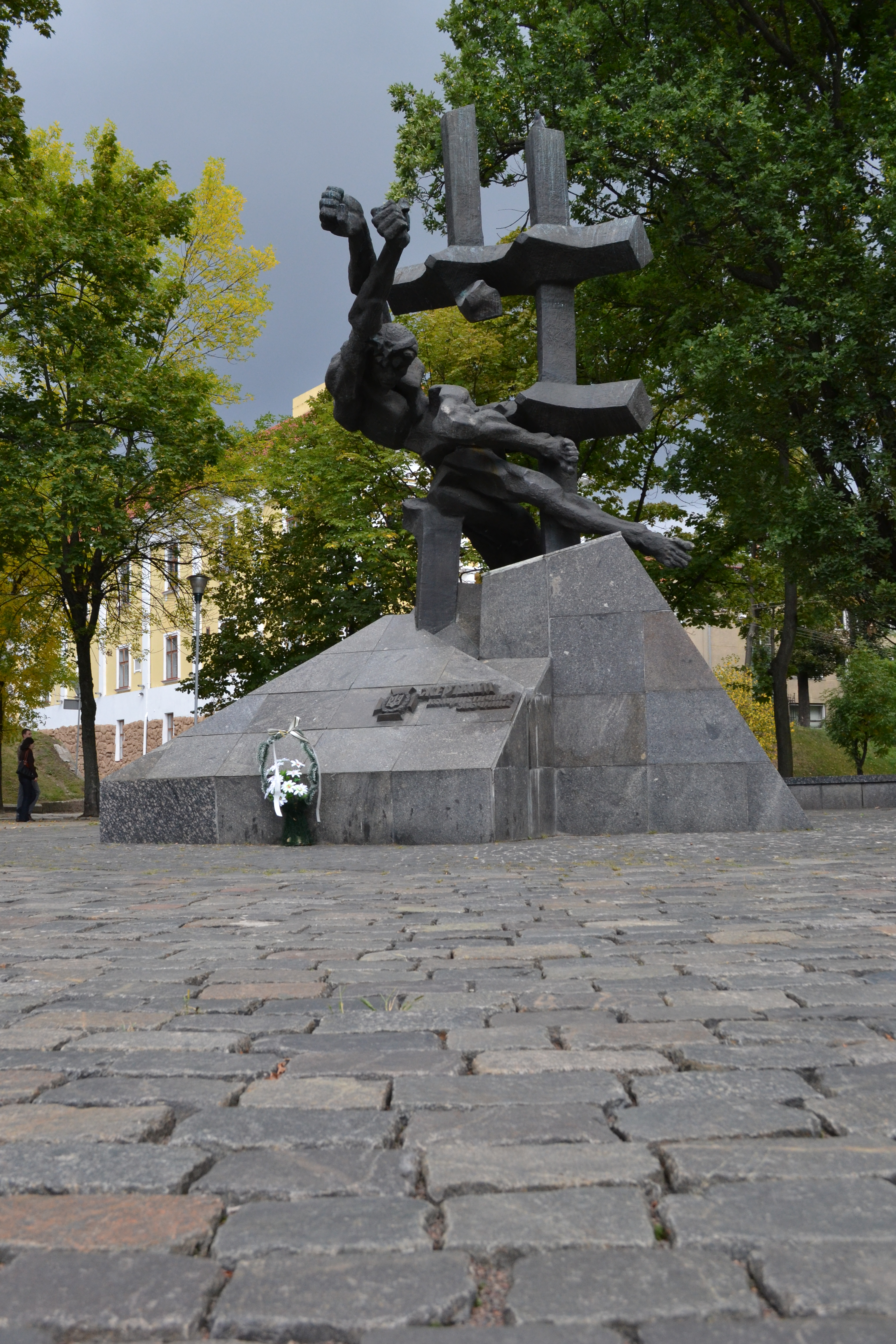
Pomnik na pl. Szaszkewicza we Lwowie, upamiętniający zamordowanych więźniów

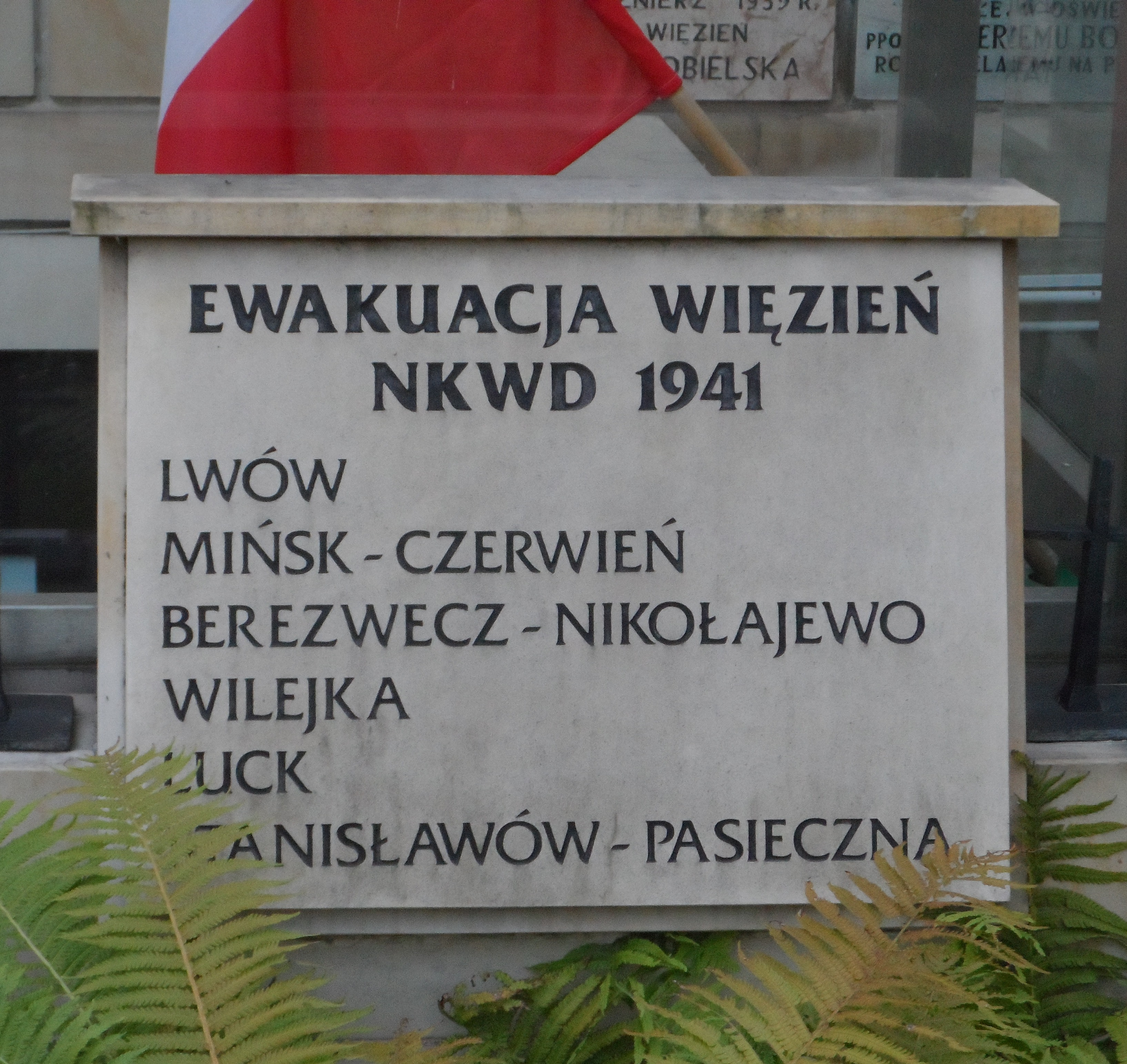
Tablica na terenie kościoła św. Stanisława Kostki w Warszawie, upamiętniająca ofiary masakr więziennych NKWD, w tym więźniów ze Lwowa

Masowe egzekucje we lwowskich więzieniach były największą i najbardziej znaną zbrodnią popełnioną podczas tak zwanych masakr więziennych NKWD w lecie 1941 roku. Liczba ofiar pozostaje trudna do ustalenia. Według raportu naczelnika zarządu więziennictwa NKWD USRR, kapitana bezpieczeństwa państwowego Andrieja Filippowa, we wszystkich czterech więzieniach obwodu lwowskiego (w trzech lwowskich i jednym w Złoczowie) „ubyło według pierwszej kategorii” 2464 więźniów. To samo źródło podaje przy tym, że 808 więźniów zostało zwolnionych, 201 ewakuowanych, a 1546 – głównie przestępców pospolitych – pozostawiono w celach (z czego we Lwowie około 300 miało zbiec w nocy z 23 na 24 czerwca). Wyliczenia podawane w raportach NKWD kwestionuje jednak Bogdan Musiał, wskazując, że mają one cząstkowy charakter, są podejrzanie precyzyjne i najprawdopodobniej zaniżone. Z kolei Niemcy, którzy po zajęciu Lwowa badali miejsca sowieckich zbrodni, w celach propagandowych zawyżali liczbę ofiar. O ile wojskowa policja polowa oszacowała ją na 3,5 tysiąca, o tyle raporty Einsatzgruppen i RSHA zawierały już doniesienia o 20 tysiącach lub 30 tysiącach zamordowanych.
Rozbieżne szacunki przedstawiają współcześni historycy. Część z nich podaje, że liczba ofiar wyniosła około 3–3,5 tysiąca. Bogdan Musiał szacował, że w samych tylko trzech głównych więzieniach zamordowano około 4 tysięcy osób. Ku liczbie tej skłaniał się również Krzysztof Popiński. Tadeusz A. Olszański i A. Rzepicki twierdzili z kolei, że rozstrzelano około 5 tysięcy więźniów. Inni badacze są skłonni szacować liczbę ofiar na 7 tysięcy. Większość zabitych stanowili Ukraińcy; drugą grupą narodowościową pod względem liczby ofiar byli natomiast Polacy. Prawdopodobnie we lwowskich więzieniach zamordowano także co najmniej kilkuset Żydów. W gronie zamordowanych przeważali mężczyźni, ale znalazła się tam również pewna liczba kobiet i małoletnich. Ponadto w więzieniach Sowieci mieli zamordować nieustaloną liczbę wziętych do niewoli żołnierzy niemieckich.
Wśród Polaków zamordowanych podczas likwidacji lwowskich więzień byli między innymi Władysław Furgalski (sędzia Sądu Apelacyjnego we Lwowie), Kazimiera Jagniewska (aresztowana za działalność w ruchu harcerskim), Juliusz Kolmer (lekarz wojskowy, tytularny generał WP), Antoni Konopacki (adwokat, członek Rady Narodowej przy lwowskim ZWZ), Adam Kozakiewicz (architekt), ppłk Adam Paszkowski (komendant Obszaru Lwów ZWZ), Kazimierz Szumowski (laryngolog, docent Uniwersytetu Jana Kazimierza), a także aresztowani członkowie konspiracyjnej organizacji „Wyzwolenie” kierowanej przez braci Mieczysława i Jana Weissów.
Ofiarą NKWD padło także wiele czołowych osobistości ukraińskich, między innymi: Wasyl Bień (podpułkownik armii URL, dyrektor szkoły im. Szaszkiewicza), Mykoła Konrad (duchowny greckokatolicki, profesor Lwowskiej Akademii Teologicznej), Orest Radłowśkyj (dyrektor Centrosojuzu), Eustachy Struk (były dyrektor instytutu medycznego), Mychajło Strutynskyj (dziennikarz, poseł na Sejm RP w latach 1928–1930), Kyryło Studynski (profesor literatury), Jurij Szuchewycz (brat Romana). W gronie zamordowanych znalazł się także Michał Ringel – działacz syjonistyczny, senator RP w latach 1922–1927.
Niepełna lista więźniów rozstrzelanych przez NKWD w więzieniach przy ul. Łąckiego i na Zamarstynowie została odnaleziona przez pracowników stowarzyszenia „Memoriał” w archiwach Służby Bezpieczeństwa Ukrainy. Zamieszczono ją m.in. w publikacji Drogi śmierci wydanej w 1995 roku przez Ośrodek Karta.
W relacjach świadków ekshumacji powtarzają się informacje, że odnalezione w więzieniach zwłoki nosiły ślady tortur. Donoszono, że niektóre z nich miały czaszki roztrzaskane toporem lub tępymi narzędziami, zdartą skórę z rąk, obcięte palce i genitalia, ślady palenia żywcem. W „Brygidkach” enkawudziści mieli zamurowywać więźniów żywcem w celach, skazując ich w ten sposób na śmierć przez uduszenie. W więzieniach odnajdywać miano także zwłoki kobiece z odciętymi piersiami i śladami gwałtu. Pojawiały się nawet doniesienia, iż w więzieniu przy ulicy Łąckiego odnaleziono ciała wbite na rzeźnickie haki lub przybite do ścian bagnetami. Faktem jest, że część ofiar mordowano za pomocą bagnetów i tępych narzędzi. Jest także prawdopodobne, że niektórzy enkawudziści znęcali się nad ofiarami przed ich zamordowaniem. Bogdan Musiał jest jednak zdania, że obrażenia, które świadkowie brali za ślady tortur, były zazwyczaj spowodowane rozkładem zwłok (postępującym bardzo szybko na skutek letnich upałów), a także działalnością padlinożerców i niewprawną ekshumacją. Nie bez znaczenia jest również fakt, że w ostatniej fazie masakry egzekucje przeprowadzano bardzo pośpiesznie, na przykład przy użyciu granatów i broni maszynowej. Ponadto prawdopodobnie już po odejściu Sowietów część zwłok rozmyślnie okaleczyli ukraińscy nacjonaliści, którzy w celach propagandowych pragnęli dysponować drastycznymi przykładami martyrologii swojego narodu.
Latem 1941 roku z lwowskich więzień zdołano wydobyć tylko część zwłok, które uroczyście pochowano w masowych mogiłach na Cmentarzu Janowskim. Z powodu szybkiego rozkładu ciał, spowodowanego między innymi upałami, wojskowy komendant miasta wkrótce polecił wstrzymać ekshumację i zamurować piwnice, w których spoczywali zamordowani. Dopiero w pierwszych miesiącach 1942 roku w więzieniach na Zamarstynowie i przy ulicy Jachowicza ekshumowano część niewydobytych do tej pory ofiar, po czym pogrzebano ich szczątki na cmentarzu miejskim.

## Pogromy i masakry lwowskich Żydów

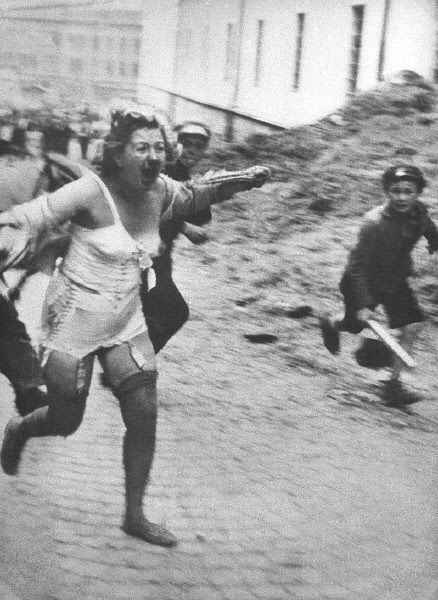
Żydówka uciekająca przed prześladowcami podczas pogromu we Lwowie

W nocy z 28 na 29 czerwca Lwów opuściły ostatnie oddziały Armii Czerwonej i NKWD. 30 czerwca około godziny 4.30 do miasta wkroczył, jako pierwsza zwarta jednostka Wehrmachtu, niemiecko-ukraiński batalion dywersyjny „Nachtigall”. Po odejściu Sowietów setki lwowian udały się do więzień, gdzie odnaleziono tysiące zmasakrowanych ciał i nielicznych ocalałych. Wśród stosów trupów rodziny starały się odnaleźć krewnych, co często było jednak niemożliwe. Świadkowie wspominali, że odór rozkładających się zwłok był wyczuwalny na setki metrów.
Ogrom i okrucieństwo sowieckiej zbrodni wywołały ogromne wzburzenie mieszkańców. Jego ofiarą padła ludność żydowska, którą powszechnie utożsamiano z systemem sowieckim i prowadzoną przezeń polityką terroru. O ile bowiem po 17 września 1939 roku wielu Żydów, zwłaszcza wywodzących się z wyższych warstw społecznych, padło ofiarą sowieckich represji, o tyle wielu innych aktywnie włączyło się w tworzenie porządku okupacyjnego, współpracując z Sowietami w charakterze tajnych współpracowników NKWD, wstępując w szeregi milicji czy obejmując niższe stanowiska w aparacie administracyjnym i gospodarczym. W rezultacie na całych Kresach umocnił się stereotyp „żydokomuny” i gwałtownie pogłębiły się silne już przed wojną nastroje antysemickie. We Lwowie koniec sowieckiej okupacji i szok wywołany masakrami więziennymi stały się katalizatorem, który doprowadził do kilkudniowego krwawego pogromu.
Antysemickie zamieszki nie miały jednak spontanicznego charakteru. Jeszcze przed rozpoczęciem inwazji na ZSRR SS-Gruppenführer Reinhard Heydrich polecił bowiem, aby niemieckie Einsatzgruppen działające na tyłach frontu wschodniego potajemnie podjudzały miejscową ludność do wystąpień antyżydowskich, w razie potrzeby przejmując nad nimi kierownictwo. W myśl tych wytycznych wykorzystano wzburzenie mieszkańców Lwowa do wywołania nastrojów pogromowych. Wehrmacht i SS nie tylko tolerowały przemoc wobec lwowskich Żydów, lecz także do niej podżegały i ją wspierały. Nastroje antysemickie podsycała również banderowska frakcja OUN, choć zdaniem Grzegorza Motyki sam udział jej szeregowych członków w pogromach Żydów nie przesądza, aby jej kierownictwo było zaangażowane w ich organizację.
Niemal natychmiast po wkroczeniu do Lwowa oddziałów Wehrmachtu na murach wywieszono plakaty nawołujące do odwetu na komunistach i Żydach. Jeszcze przed południem 30 czerwca ukraińska milicja, złożona głównie z członków OUN i wspierana przez Ukraińców wywodzących się z niższych warstw społecznych, zaczęła przeczesywać miasto, wyciągając z domów żydowskich mieszkańców i chwytając żydowskich przechodniów. Zatrzymanych – mężczyzn, a w niektórych dzielnicach również kobiety i dzieci – informowano, że zostaną skierowani do pracy przymusowej. Część ofiar przy akompaniamencie szyderstw, wyzwisk i brutalnego bicia zapędzono do uprzątania lwowskich ulic. Od tysiąca do kilku tysięcy Żydów zapędzono natomiast do więzień, gdzie zostali zmuszeni do udziału w ekshumacji ofiar sowieckiej masakry. Podczas tej pracy obrzucano ich wyzwiskami i szyderstwami, zmuszano do mycia się w wodzie wykorzystanej uprzednio do obmywania rozkładających się zwłok, bezlitośnie bito i torturowano. W tych dniach na terenie lwowskich więzień zastrzelono, zakłuto bagnetami lub zakatowano na śmierć setki Żydów, w tym rabina synagogi postępowej doktora Jecheskiela Lewina i redaktora dziennika „Chwila” Henryka Heschelesa. Obok ukraińskich cywilów i bojówkarzy w pogromie uczestniczyli pojedynczy żołnierze niemieccy oraz – wedle relacji świadków – członkowie batalionu „Nachtigall”. Dopiero 2 lipca na rozkaz wojskowego komendanta Lwowa, pułkownika Karla Wintergersta, rozruchy zostały ukrócone. Do tego czasu ofiarą pogromu padło co najmniej 3–4 tysiące, a według niektórych źródeł nawet do 7 tysięcy lwowskich Żydów.
Kolejny pogrom urządzono z niemieckiej inspiracji i pod niemieckim kierownictwem w dniach 25–27 lipca 1941 roku („Dni Petlury”). Ściągnięci z okolicznych wsi ukraińscy bojówkarze, wspierani przez polski margines społeczny, rabowali i demolowali żydowskie domy, a ich mieszkańców bili i wypędzali. Wielu Żydów zapędzono do więzienia przy ulicy Łąckiego, gdzie zostali uwięzieni i poddani brutalnemu traktowaniu. Ofiarą „Dni Petlury” padło co najmniej 1500 lwowskich Żydów. Niektóre źródła szacowały liczbę zamordowanych nawet na 6 tysięcy.
Masakry więzienne NKWD posłużyły również Niemcom jako pretekst do przeprowadzenia masowych i systematycznych egzekucji lwowskich Żydów. Na przełomie czerwca i lipca 1941 roku do Lwowa dotarły sztab i pododdziały Einsatzgruppe C, to jest grupy operacyjnej SD i policji bezpieczeństwa dowodzonej przez SS-Brigadeführera doktora Ottona Rascha. Kilka dni po przybyciu esesmani wspierani przez ukraińską milicję aresztowali tysiące żydowskich mężczyzn, których zgromadzono na terenie nieczynnego lodowiska hokejowego i poddano brutalnemu traktowaniu. Niewielką część zatrzymanych wyselekcjonowano jako robotników przymusowych. Pozostali Żydzi byli natomiast stopniowo wywożeni do lasów pod Lwowem i tam rozstrzeliwani. Z zachowanych niemieckich raportów wynika, że do 16 lipca „policja bezpieczeństwa spędziła i rozstrzelała około 7 tysięcy Żydów w odwecie za nieludzkie zbrodnie”. W egzekucjach uczestniczyli zarówno członkowie Einsatzgruppe C, jak też funkcjonariusze policji porządkowej i żołnierze Wehrmachtu. Zeznania złożone po wojnie przez członków jednostki Rascha wskazują, że masowe egzekucje lwowskich Żydów zostały zarządzone przez samego Adolfa Hitlera.

## Wykorzystanie zbrodni przez propagandę

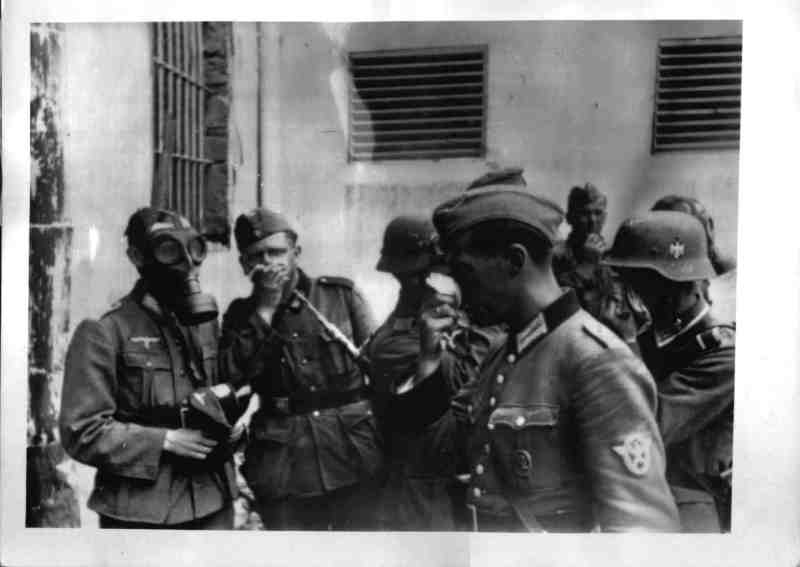
Żołnierze niemieccy zwiedzający miejsce masakry

Masakry dokonane przez NKWD zostały wykorzystane przez nazistowską propagandę. Minister Joseph Goebbels postanowił posłużyć się zbrodniami we Lwowie jako „szkolnym przykładem” sowieckiego bestialstwa. Do miasta zaproszono zagranicznych dziennikarzy akredytowanych w Berlinie. Zbrodnie szeroko opisywała niemiecka prasa i radio, publikowano zdjęcia zmasakrowanych ofiar, a w kinach emitowano drastyczne filmy nakręcone we lwowskich więzieniach przez ekipy ministerstwa propagandy. Specjalna ekipa Wehrmachtu sfilmowała także pogrom ludności żydowskiej urządzony w pierwszych dniach lipca. Szok, który wśród niemieckich żołnierzy wywołały sowieckie zbrodnie, starano się wykorzystać do wzmocnienia morale i podsycenia nienawiści wobec Sowietów i Żydów. Dowódca jednego z batalionów 1. Dywizji Strzelców Górskich polecił swoim żołnierzom, aby obejrzeli jedno z lwowskich więzień i dzięki temu „zrozumieli konieczność walki przeciwko żydowsko-komunistycznej bandzie przestępców”.
Nazistowska propaganda jako ofiary masakr więziennych NKWD wskazywała wyłącznie Ukraińców, Bałtów i volksdeutschów. Nie wspominano natomiast, że w gronie zamordowanych znalazło się wielu Polaków i Żydów, obawiając się prawdopodobnie, że ta informacja może wzbudzić w społeczeństwie niemieckim współczucie wobec tych narodów i podważyć tezę o powszechnej współpracy Żydów z Sowietami. We Lwowie ukraińscy nacjonaliści przeszkadzali w upamiętnianiu Polaków zamordowanych w więzieniach przez NKWD. Jedynie w Generalnym Gubernatorstwie propaganda skierowana do polskiej ludności podkreślała, że wśród zamordowanych znalazło się wielu Polaków. Jednocześnie zatajała ona informacje o żydowskich ofiarach oraz starała się wykorzystać sowieckie zbrodnie do podsycenia nastrojów antysemickich.
Wobec międzynarodowego oddźwięku, który wywołały wieści o zbrodniach NKWD we Lwowie i w innych miastach, zmuszona była zareagować sowiecka propaganda. Odrzuciła ona jakąkolwiek odpowiedzialność strony sowieckiej za masakry więzienne, a winą obarczyła Niemców. Owa narracja była utrzymywana aż do ostatnich dni ZSRR. W ramach kampanii propagandowej prowadzonej na przełomie lat 50. i 60. sowiecka propaganda obarczyła odpowiedzialnością za lwowskie masakry ukraiński batalion „Nachtigall”, chcąc w ten sposób skompromitować Theodora Oberländera – ministra do spraw wypędzonych w rządzie RFN, który w czasie wojny był oficerem łącznikowym Wehrmachtu przy tej jednostce.

## Odniesienia w kulturze
Ekshumacja ofiar NKWD w jednym z lwowskich więzień i odbywający się równolegle pogrom ludności żydowskiej zostały przedstawione w powieści Jonathana Littella Łaskawe.
Agnieszka Gajewska wysunęła tezę, że do masakr więziennych NKWD i późniejszych pogromów lwowskich Żydów nawiązują niektóre dzieła Stanisława Lema (Głos Pana, Eden, Niezwyciężony). Kamienica, w której w czerwcu 1941 roku mieszkała rodzina Lemów, była położona w sąsiedztwie „Brygidek”, stąd możliwe, że pisarz nawiązał w ten sposób do własnych przeżyć wojennych.